# Хращевська Оксана Миколаївна
Храще́вська Окса́на Микола́ївна (10 жовтня 1925, м. Вінниця — 29 жовтня 2017, м. Боярка, Київська область) — лікарка, письменниця-мемуаристка.

## Біографія
Народилася у Вінниці в сім'ї літературознавця Миколи Хращевського і Віри з роду Сулковських. 1929 року, рятуючись від арешту у справі «СВУ», Микола Хращевський переїхав з родиною до Києва.
Навчалася в Київському медичному інституті. Арештована в Києві 18 квітня 1946 року. Обвинувачена за статтями 54 1а, 54-11 в «українському буржуазному націоналізмі», в приналежності до ОУН в Києві, зв'язках з учителем-істориком Пантелеймоном Саком. Засуджена Військовим трибуналом військ МВС у Київській області 29 серпня 1946 року до 10 років таборів та 5 років ураження в правах. Разом з Оксаною у справі проходив її батько Микола.
Військовим трибуналом військ МВС Українського округа строк відбування покарання понижено до 5 років.
В ув'язненні перебувала у Вятлазі (ОТП № 3), працювала медсестрою у санчастині. Заслання відбувала у Довгомостовському районі Красноярського краю, спочатку на спецпоселенні (лісоповал), згодом завідувала фельдшерським пунктом у селищі Капкар. Звільнена із заслання 2 червня 1954 року, повернулася до Києва, але не змогла влаштуватись ані на навчання, ані на роботу. Змушена повернутися до Сибіру, працювала в Єнісейську. Реабілітована 11 листопада 1955 року за відсутністю складу злочину.
1960 року закінчила Дніпропетровський медичний інститут, працювала фтизіатром. Вийшла на пенсію у 73 роки.
Авторка спогадів про ГУЛАГ і заслання «Зламаний цвіт», мемуарної статті в альманасі «Біль».
Померла в Боярці 29 жовтня 2017 року.